# Phoenicoprocta thera
Phoenicoprocta thera là một loài bướm đêm thuộc phân họ Arctiinae, họ Erebidae.